# Nguelo'o Mabeu Grace Manuela
Nguelo'o Mabeu Grace Manuela est une nageuse camerounaise née le 8 novembre 2005. Elle participe aux Jeux Olympiques de Paris 2024. 

## Carrière
Nguelo'o Mabeu Grace Manuela née le 8 novembre 2005 est une nageuse qui participe aux jeux olympique de Paris 2024, dans la catégorie 50 mètres nage libre
Objectifs: Elle aspire à représenter dignement son pays et espère se démarquer malgré la forte concurrence, notamment des nageurs européens plus expérimentés.
elle remporte le titre de championne du Cameroun dans l'épreuve du 50 mètres nage libre, ce qui lui a permis de se qualifier pour les Jeux Olympiques d'été 2024 à Paris.
Elle  manque de se qualifier pour la demi finale de 50 mètre nage libre à Paris.